# Jan Žižka
Jan Žižka de Trocnov ([ˈʒɪʃka] Trocnov, 1360 – Pribyslav, 1424) fue un general checo seguidor de las ideas de Jan Hus. Aunque su nombre no es tan reconocido, es recordado como una de las más grandes mentes en el arte de la estrategia militar, al lado de jefes militares como Aníbal, Belisario, Gonzalo Fernández de Córdoba, Gustavo II Adolfo de Suecia y Don Juan de Austria.

## Biografía

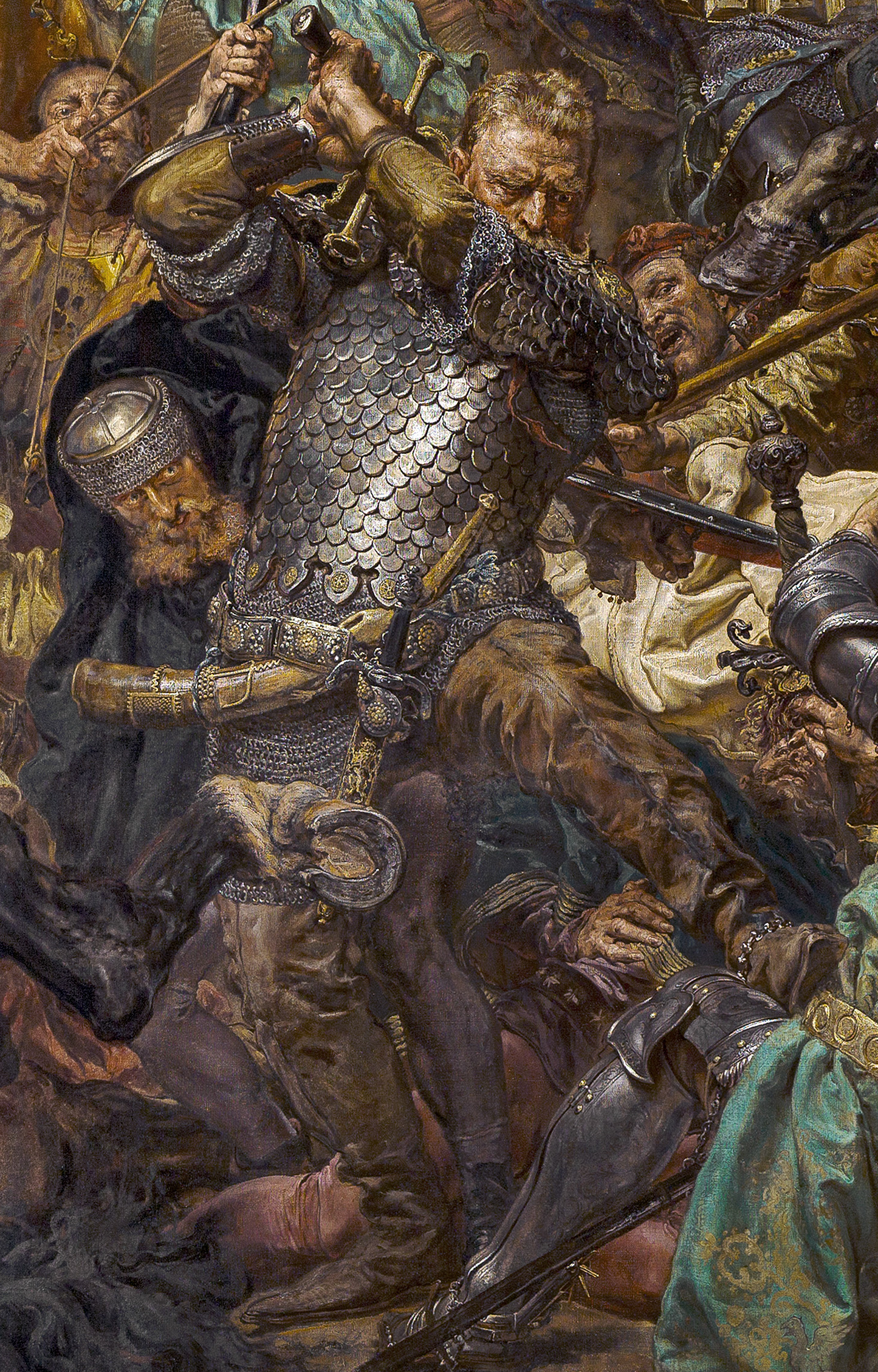
Jan Žižka en la Batalla de Grunwald. Obra de Jan Matejko.

Jan de Trocznov nació en Trocnov, Reino de Bohemia, 18 km al sureste de České Budějovice (Budweis) y a poca distancia de la frontera austriaca. Su padre pertenecía a la baja nobleza y Žižka fue criado en la corte real, donde ganó experiencia militar a su servicio.
A temprana edad perdió el ojo izquierdo y fue apodado «Žižka». Algunos autores creen que este apodo se refiere al hecho de tener un solo ojo y significaría tuerto, pero otros creen que el nombre fue utilizado por la familia durante generaciones y les parece más probable que signifique “pelirrojo”.
Se desconocen las actividades de Žižka entre 1382 y 1390, excepto que al parecer ostentaba el título de cazador real en la ciudad de Zahorany, cerca del Castillo de Orlík nad Vltavou de Wenceslao IV.
Hacia el año 1405 abandona el servicio real y se convierte primero en un caballero sin dueño, para después unirse como mercenario a las bandas que servían a los barones que tomaron partido por los bandos bohemios o moravos de Jobst de Moravia en su prolongada lucha por el poder.
En 1409 Wencelao IV perdona a Žižka por sus aventuras militares y junto con Jan Sokol de Lamberk participó con el ejército polaco de  Vladislao Jagellón en la guerra contra la Orden de los Caballeros Teutónicos, quienes poseían tierras que iban desde el río Óder hasta el mar Báltico.
Tomó parte en la batalla de Grunwald el 15 de julio de 1410, que terminó con la victoria polaca sobre la Orden Teutónica. Poco después se firmó la paz entre los combatientes.
Žižka regresó a la corte en 1414 y ocupó un puesto de oficial en la guardia del palacio real. Posiblemente fue destinado a la fortaleza de Vyšehrad.
Es posible que fuera entonces cuando Žižka conociese las tesis de Jan Hus e incluso asistió posiblemente a los sermones de Jan Hus en la Capilla de Belén.
Las muertes en la hoguera de Jan Hus y de Jerónimo de Praga en 1415 en el Concilio de Constanza hicieron que Bohemia se viese agitada, ya que eran muy numerosos sus seguidores en la región, quienes vieron cómo estas ejecuciones ponían fin a la esperanza de una iglesia renovada y menos corrupta. La rebelión no estalló durante un tiempo porque se tenía fe en que el Concilio pusiera fin a estos males, pero en 1418 se disolvió el Concilio sin haber resuelto prácticamente los males (se había puesto fin al cisma del Papado con la elección de Martín V).
El Papa estaba preocupado por la veneración que gozaban en Bohemia los herejes condenados y por la expansión del utraquismo. Fue enviado un legado papal, quien aseguró que nada más que la fuerza podía hacer volver a los herejes al seno de la Iglesia católica.

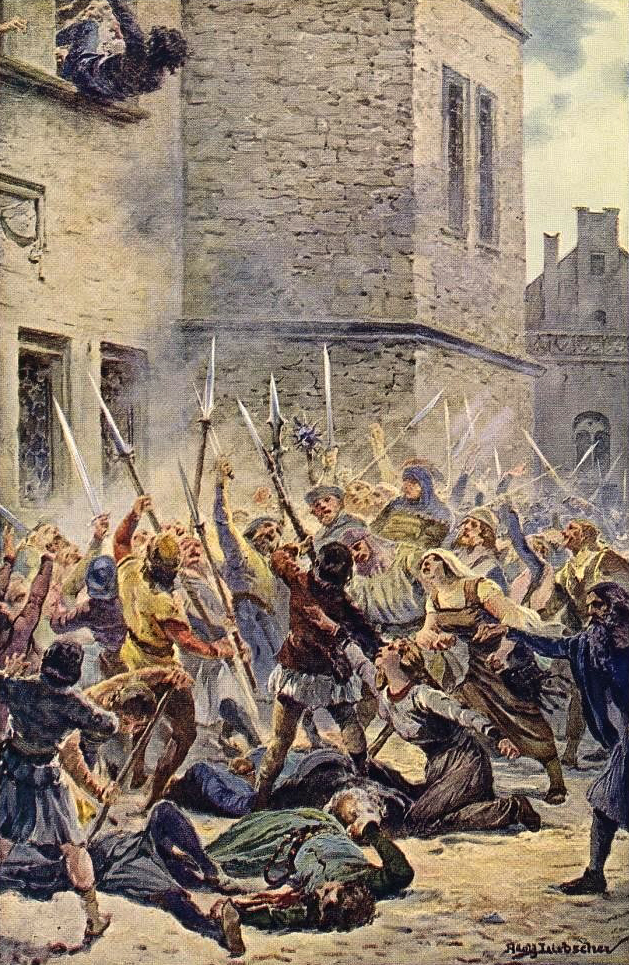
Primera de las defenestraciones de Praga. Obra de Adolf Liebscher.

Los husitas se reunieron en el verano de 1418 para formar un consejo que decidiera la mejor forma de asegurar la libertad civil y religiosa del país. Eligieron un cáliz como emblema que representaba el profesado utraquismo.
El 30 de julio de 1419 tuvo lugar la primera defenestración de Praga, en la que Jan Žižka tuvo un papel activo, y que fue seguida por la muerte de Wenceslao IV, lo que hizo que la rebelión se extendiese por toda Bohemia al declararse Segismundo de Luxemburgo como sucesor, ya que era muy odiado por los husitas por haber participado en la muerte de Jan Hus.

### Las guerras husitas

#### Primera cruzada

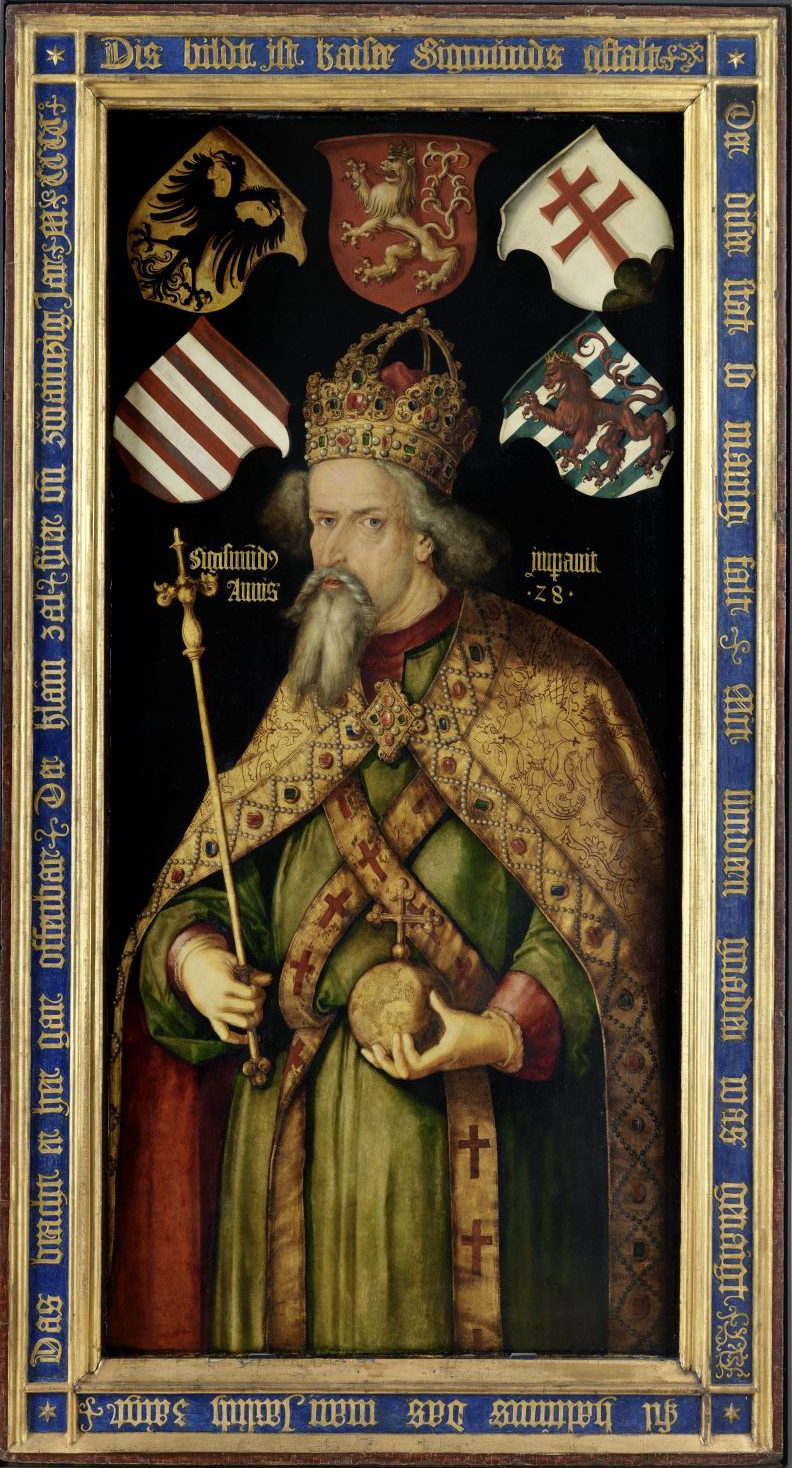
Segismundo de Luxemburgo. Obra de Alberto Durero.

Jan Žižka destacó pronto entre los líderes husitas, quienes por oposición a Segismundo eligieron rey a Ladislao Jagellón, quien no aceptó la corona por sentirse demasiado anciano, pero envió ayuda a los husitas. Segismundo consiguió ser aceptado como rey de Bohemia por el Papa Martín V, quien proclamó, el 14 de mayo de 1420, una cruzada contra los husitas.
La guerra comenzó con la toma por parte de Jan Žižka de la ciudad de Pilsen, a la que siguió una rápida sucesión de victorias, y todo el suroeste de Bohemia estuvo pronto en manos de los husitas.

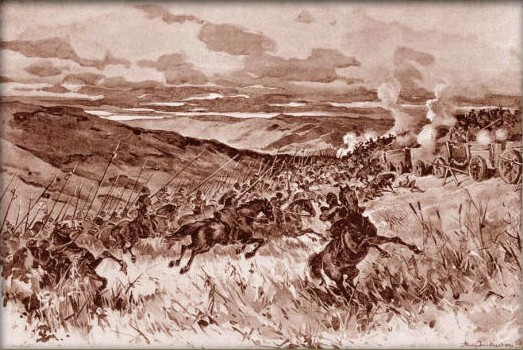
Batalla de Sudoměř. Obra de Adolf Liebscher.

Mientras que Žižka dominaba el sur la región, los husitas tuvieron en Praga muchos problemas para apoderarse de la capital, aunque al final logró hacerse con la ciudad, excepto la ciudadela.
Segismundo, enterado de estos movimientos, llegó con su caballería a Brünn, en Moravia, y desde allí mandó a Gaspar Selic para negociar una tregua con los insurgentes de Praga. Se llegó a un acuerdo por el que Segismundo sería rey pero debería respetar las libertades civiles y religiosas de los bohemios.
Cuando parecía que el conflicto se resolvería, la actitud de Segismundo, poco tolerante con los husitas, hizo que se levantasen sospechas entre estos y se rompiera la paz. La ciudadela de Praga fue finalmente ocupada por Jan Žižka mediante el soborno.
Segismundo, alarmado, se lanzó contra las fuerzas de Jan Žižka, quien se retiró a una zona montañosa, donde la caballería no podía maniobrar, por lo que las tropas imperiales decidieron combatir a pie contra los husitas.
En la batalla de Sudoměř (25 de marzo de 1420), Jan Žižka consiguió su primera victoria contra las tropas de Segismundo de Luxemburgo. Žižka fue capaz en esta batalla de derrotar a un ejército cinco veces más numeroso que el suyo y esta victoria lo consagró como el héroe que aseguró el crecimiento del movimiento husita.
Después de la victoria, Jan Žižka puso bajo asedio a la ciudad de Austi, que fue tomada y su gobernador ejecutado.
Tras capturar esta ciudad, Jan Žižka seleccionó un lugar cercano que se adaptaba perfectamente para construir un campamento fortificado, con un solo lado de la colina accesible. Se erigió una fortaleza a la que se llamó Tábor y que daría nombre a una de las principales ramas de los husitas: los radicales o taboritas.

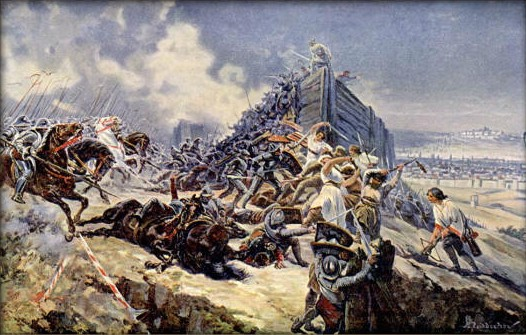
Batalla de Vitkov. Obra de Adolf Liebscher.

Tras la derrota de Sudoměř, Segismundo envió un contingente de caballería a Vožice, cerca de Tábor, para que observara los movimientos de Žižka, pero una vez que el cabecilla bohemio tuvo conocimiento de ello, lanzó un ataque nocturno contra el destacamento, y la totalidad de las tropas fueron hechas prisioneras en la batalla de Vožice (el 5 de abril de 1420).
Segismundo estaba decidido a aplastar la revuelta, por lo que reunió todas las fuerzas que disponía y presionó a los nobles de Silesia para que vinieran en su ayuda, por lo que reunió un gran ejército. Segismundo marchó a Bohemia, a Königgrätz, a orillas del río Elba, que tuvo que rendirse al ejército imperial. Desde allí Segismundo marchó a Praga y tomó posesión de la ciudadela tras convencer al gobernador de que volviera a serle leal.
Jan Žižka avanzó con las tropas husitas y puso sitio a la ciudadela. Las tropas imperiales estaban mal pertrechadas y no tenían esperanza de que llegaran auxilios, por lo que la moral empezó a decaer. A pesar de todo Segismundo se hizo coronar rey de Bohemia en el castillo en una ceremonia a la que asistió el obispo de Praga e importantes príncipes, como el Archiduque de Austria Alberto V, el elector de Sajonia Eric V y el elector de Brandeburgo Federico I que servían en su ejército.
Al estar en situación apurada, Segismundo lanzó un ataque nocturno con todo su ejército y pudo retirarse con la mayoría de sus tropas intactas, tras lo que se dirigió contra Tábor, donde causó muchas bajas a los husitas antes de ser rechazados. Envalentonado por estos éxitos, Segismundo marchó hacia Praga, donde habían estallado conflictos entre taboritas y utraquistas, pero las tropas de Jan Žižka lograron rechazar al ejército imperial durante seis semanas.
Jan Žižka pudo reclutar nuevas tropas, con las que atacó las posiciones imperiales, capturando a gran número de caballeros. Segismundo decidió atacar a las tropas de Jan Žižka que se habían situado en una colina, pero gracias a una falsa retirada, Žižka logró la victoria en la batalla de Vítkov (14 de julio de 1420) y Segismundo se vio obligado a levantar el sitio de Praga.

#### Segunda cruzada

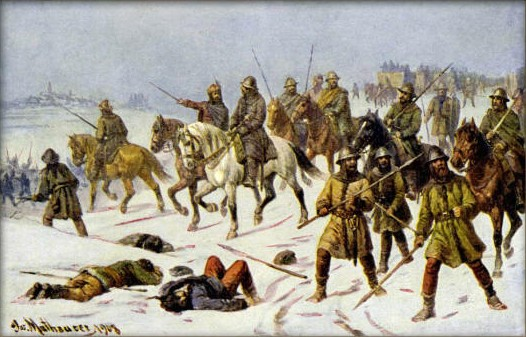
Jan Žižka antes de la Batalla de Kutná Hora. Obra de Josef Mathauser.

Tras la muerte de uno de los caudillos husitas, Nicolás Huszinesz, en 1421, los ejércitos rebeldes checos seguidores de Jan Hus nombraron a Žižka comandante supremo.
Jan Žižka fue tomando varias ciudades pequeñas. Durante el asedio de la fortaleza de Rabí, en junio de 1421, fue herido por una flecha en el ojo izquierdo, quedando ciego. A pesar de este percance fue confirmado como jefe supremo de las fuerzas husitas.
Jan Žižka atacó la ciudad de Kutná Hora, en la Bohemia Central. Segismundo avanzó con un gran ejército contra los husitas. En la batalla de Kutná Hora, las fuerzas husitas lograron resistir los ataques imperiales hasta que Žižka ordenó avanzar a los carros logrando romper el cerco. Las tropas husitas siguieron hostigando a las tropas imperiales, provocando la retirada del ejército de Segismundo de Bohemia.

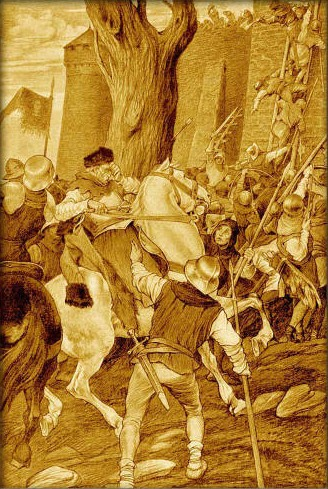
Jan Žižka es herido en el ojo sano. Obra de Věnceslav Černý.

Las tropas husitas ocuparon Kuttenberg, Beroun y varias ciudades más. Segismundo reunió un nuevo ejército en Núremberg y planeó una maniobra en pinza por la que los alemanes, al mando del arzobispo de Maguncia, el duque de Sajonia y el elector de Brandeburgo, debían entrar en Bohemia por el oeste, mientras que él dirigía una segunda fuerza que avanzaría desde el este. Las tropas alemanas entraron en Bohemia y pusieron bajo asedio a Zatec, a orillas del río Eger. Sin embargo, Segismundo no pudo ponerse en movimiento cuando debía. Jan Žižka acudió con tropas al socorro de Zatec y las fuerzas alemanas se retiraron.
Segismundo avanzó por el este de Bohemia en diciembre de 1421 y conquistó Kuttenberg y otras ciudades, pero Žižka regresó al este para enfrentarse a Segismundo.
El 6 de enero de 1422, los dos ejércitos se enfrentaron en la batalla de Nebovidy, que terminó con la victoria total del ejército husita. Dos días después, el 8 de enero, Žižka logra una nueva victoria en la batalla de Německý Brod, tras la que esta ciudad es saqueada.
A pesar de las discrepancias que surgieron entre los taboritas y los utraquistas, Žižka siguió con la campaña militar. Se puso sitio a Karlstein, aunque finalmente fue levantado pasados seis meses.
Segismundo de Luxemburgo, cansado de la guerra, decide firmar un armisticio con los husitas el 8 de noviembre de 1422, poniendo fin a la Segunda Cruzada contra los husitas.

#### Guerra Civil

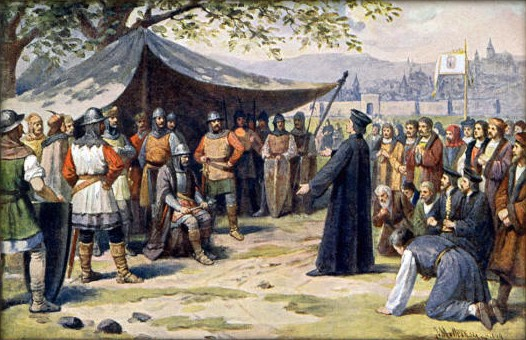
Emisarios de Praga piden la paz a Jan Žižka. Obra de Josef Mathauser

Jan Žižka se enteró del armisticio cerca de Praga y decidió retirarse hasta esta ciudad. Sin embargo gran parte de los utraquistas estaban en contra de Žižka por lo que decidieron asesinarle pero el secreto no se guardó y Žižka tuvo conocimiento de ello. Se produjo una lucha en la ciudad entre taboritas, fieles a Žižka, y utraquistas tras la que los taboritas tuvieron que abandonar la ciudad.
Zizka, furioso, regresó a la ciudad al mando de un ejército y exigió la entrega de los líderes de la rebelión para castigarlos. Los días siguientes fueron enviados varios emisarios de Praga a Žižka y al final se llegó a una reconciliación pacífica.
La tensión entre las tropas de Praga y Tábor fue creciendo, alcanzado su pico más alto con la fundación por parte de Žižka, en el invierno de 1422-1423, de Tábor Menor que serviría como base de los husitas del este de Bohemia. En julio de 1423 creó un ejército permanente conocido la Orden militar de Žižka lo que hizo que los husitas moderados lo vieran como un peligro. En los estatutos de esta orden Jan Žižka dejó redactada la estructura del ejército husita, su dirección, reglas para distribuir las fuerzas en la batalla, utilización de espías y distribución de alimentos.
En 1424 una coalición de fuerzas católicas y de husitas moderados se unió contra los taboritas de Žižka. Decidieron juntar un gran ejército y atacarlo, pero el caudillo checo logró tomar una posición defensiva en Malesov desde donde controla la ruta por donde el ejército enemigo se acercaba a través de un valle fluvial. Žižka logró desordenar a las fuerzas enemigas a base de escaramuzas con armas de fuego y estratagemas como tirar carros cargados de rocas colina abajo para completar la victoria en la batalla de Malesov con una carga de caballería.

### Muerte

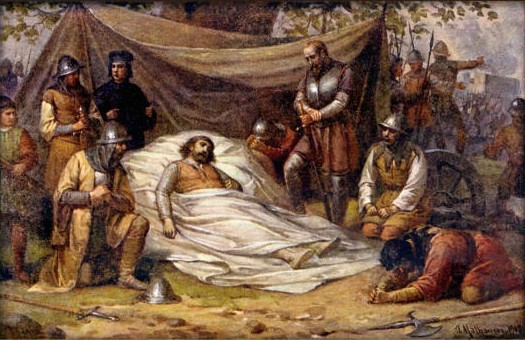
La muerte de Jan Žižka. Obra de Josef Mathauser

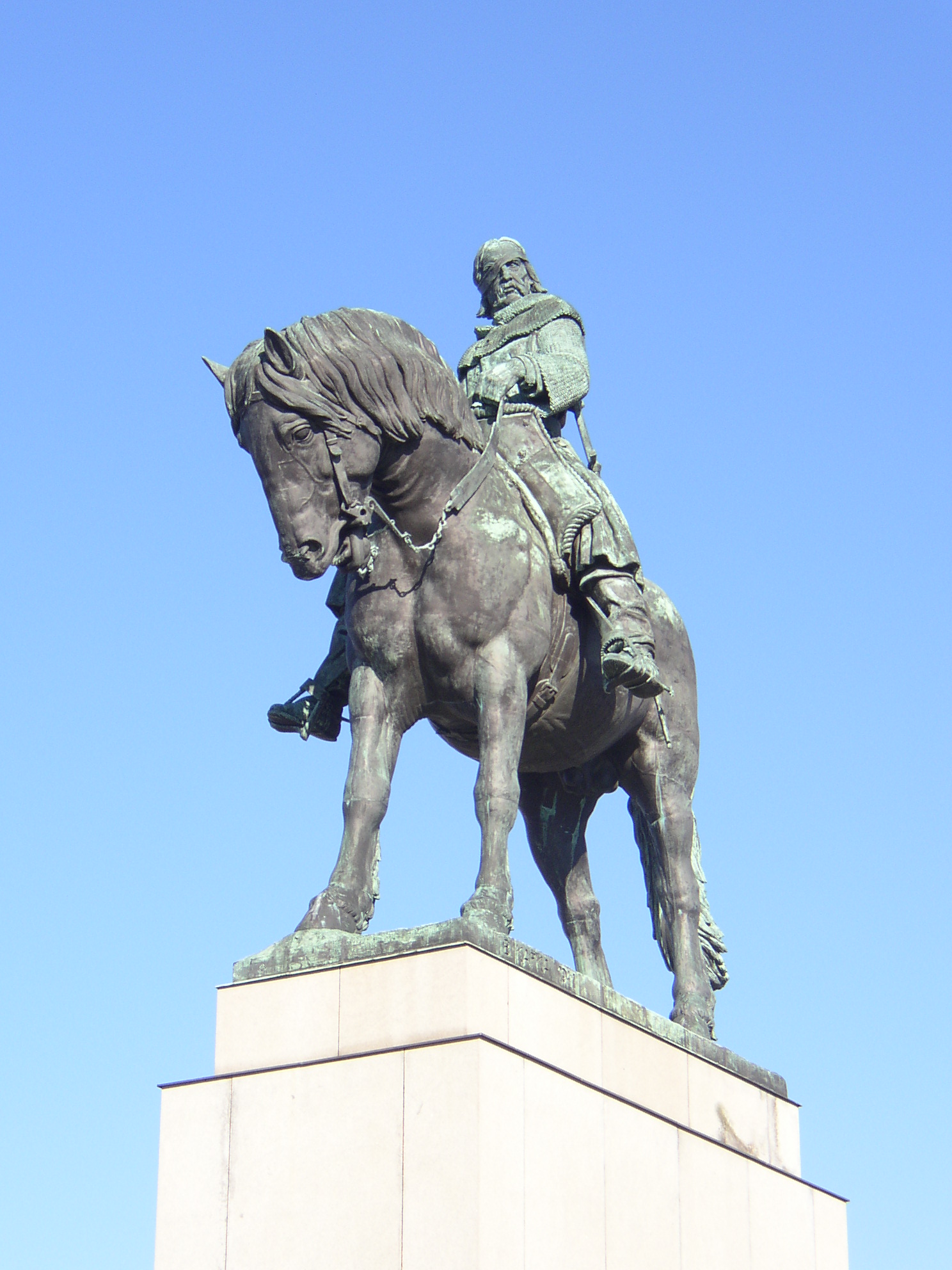
Estatua ecuestre de Jan Žižka. Obra de Bohumil Kafka

Žižka murió de peste el 12 de octubre de 1424 en Pribyslav cuando se disponía a dirigir una campaña contra Moravía. Fue enterrado en la iglesia de mayor de  Czaslav. Su entierro fue organizado según sus propias órdenes y su enorme mazo fue colocado sobre su tumba. El emperador germánico Fernando II de Habsburgo ordenó que su tumba fuese destruida y que se deshicieran de sus huesos. En 1874 los checos erigieron una gran estatua en su honor junto a Přibyslav.
Procopio el Grande fue elegido su sucesor, pero no por unanimidad. Una parte considerable de husitas, consideraban que no había un líder digno de ocupar el puesto de Žižka y se autodenominaron “huérfanos”. La suerte de las armas siguió acompañando durante un tiempo a los husitas gracias a Procopio el Grande y a los huérfanos que se internaron en Silesia tomando ciudades como Lauban lo que originó que Martín V proclamase una tercera cruzada contra ellos. Las guerras husitas terminaron en 1434 con la derrota de los taboritas en la batalla de Lipany.

## El "Arte de la Guerra" de Jan Žižka

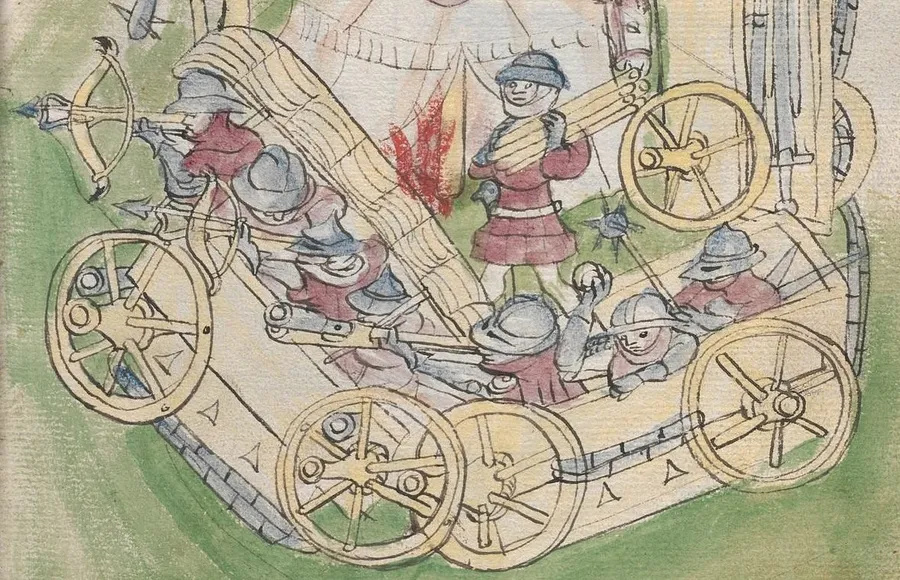
Carros de guerra husitas

El ejército de Jan Žižka estaba formado por campesinos y burgueses que desempeñaban un papel de infantería por lo que Jan Žižka era consciente de que tenía que encontrar una solución a la vulnerabilidad de sus ejército contra la caballería pesada en campo abierto.
El sistema que ideó Jan Žižka se basaba en la utilización de carros de guerra denominados vagones de guerra como defensas móviles formando generalmente círculos desde donde se disparaba con arcabuces, pequeños cañones, arcos y ballestas. Cuando las tropas enemigas llegaban al choque los carros formaban una barrera y la infantería husita podía hacerles frente con lanzas, picas, mayales, alabardas y otras armas de asta.
Jan Žižka también sabía aprovecharse de las ventajas del terreno donde luchaba colocando a sus ejércitos de tal forma que pudiesen aprovecharse de lagunas, colinas y otros obstáculos para dificultar el ataque enemigo.

## En la cultura popular

### Literatura
Jan Žižka aparece como uno de los personajes principales de la novela gráfica Armed Garden (The Armed Garden and Other Stories) de David B. Es el héroe de una novela de George Sand, de una epopeya alemana de Meissner y de una tragedia bohemia de Alois Jirásek.
Es uno de los personajes principales del manga Dívčí Válka (también conocido como «Otome Sensou» o «la batalla de las doncellas»), dibujado y escrito por el artista Kouichi Ohnishi.

### Filmografía
Es una figura central de la Trilogía revolucionaria husita dirigida por Otakar Vávra. Las películas dirigidas por Zdeněk Štěpánek como Žižka, están formadas por Jan Hus, Jan Žižka y Proti všem («Contra todos»). En una película polaca de 1960 Krzyżacy («Caballeros teutones»), interpretado por Tadeusz Schmidt. En la película checoslovaca de 1968 Na Žižkově válečném voze «En el carro de guerra», así lo interpretó Ilja Prachař.
La película animada de 2013 Los husitas se desarrolla durante estas guerras. Protagonista de film Záboj sirve como versión cinematográfica del héroe nacional checo.
En la película Medieval del director Petr Jákl. Sigue a Jan Žižka durante su juventud. Es la película checa más cara jamás realizada. Žižka fue interpretado por Ben Foster.

Videojuegos
En el videojuego de rol checo Kingdom Come: Deliverance II Jan Žižka es representado por el actor de voz Adrian Bouchet, siendo uno de los personajes principales. En su viaje al castillo Trosky, los protagonistas Hans Capon y Henry de Skalitz se unen brevemente al servicio de sir Otto Von Bergow en su afán de buscar un acuerdo de paz durante el contexto de la Guerra Civil de Bohemia. Como parte de una partida de guerra, marchan hacia la fortaleza Nebakov cuando son emboscados por las tropas de Žižka y capturados.
El videojuego se ambienta en 1403, años antes de las Guerras Husitas, y representa a Žižka como un soldado al servicio de Prokop, el hermano de Jobst de Moravia, quien envió a Henry y Hans a Trosky durante el epílogo de la entrega anterior. También se atribuye la pérdida de su ojo en una escena postcréditos a una apuesta con Hynek de Kunštát y Jaispitz , más conocido como Diablo Seco, quien, borracho y animado por el propio Žižka, trata de derribar una manzana con una ballesta sobre la cabeza del mismo, pero falla y le da en el ojo.